# Kościół św. Trójcy w Pikielach
Kościół św. Trójcy w Pikilach – kościół w Pikielach (Litwa).
Zbudowany w 1752, drewniany, trójnawowy. Kościół nakryty wysokim dachem, bez wieży. Wewnątrz znajduje się 7 barokowych ołtarzy. Ściany i sufit pokryte polichromiami.
Obok kościoła znajduje się wolnostojąca, jednokondygnacyjna dzwonnica z drewna, oraz kamienna kapliczka słupowa, powstała w 1827 dla upamiętnienia ofiar zarazy z 1710.